# Álex Domínguez
Álex Domínguez Romero (Granollers, Barcelona, 30 de julio de 1998) es un futbolista español que juega en la demarcación de guardameta en el Toulouse F. C. de la Ligue 1.

## Trayectoria
Álex Domínguez se inició como futbolista las categorías inferiores del R. C. D. Espanyol y en 2017 llegó a su filial, con el que debutó en Segunda División B en la temporada 2017-18. 
En la temporada siguiente firmó por el Deportivo Alavés "B" de Tercera División. En la misma temporada iría convocado como portero del Deportivo Alavés de Primera División hasta en 4 ocasiones, sin llegar a debutar.
En la temporada 2019-20 firmó por la Unión Deportiva Las Palmas y fue asignado a Las Palmas Atlético en Segunda División B.
El 20 de julio de 2020 debuta con el primer equipo en un encuentro de Segunda División frente al Extremadura U. D., que acabaría con victoria por cinco goles a uno. La temporada siguiente fue el segundo portero y llegó a disputar 17 partidos.
El 27 de julio de 2021 se fue a la Unión Deportiva Ibiza en calidad de cedido por una temporada. Volvió a la disciplina amarilla la siguiente temporada, participando del ascenso del club a Primera División.
En julio de 2023 fue traspasado al Toulouse F. C. de la Ligue 1 francesa. Allí estuvo una temporada y media antes de regresar en enero de 2025 a España para completar la campaña en la S. D. Eibar como cedido.

## Selección nacional
En junio de 2021 fue convocado con la selección de fútbol olímpica de España para disputar los Juegos Olímpicos de Tokio 2020, pero dio positivo en una prueba de coronavirus y fue excluido de la lista definitiva.

## Clubes
| Club                  | País    | Año       |
| --------------------- | ------- | --------- |
| R. C. D. Espanyol "B" | España  | 2017-2018 |
| Deportivo Alavés "B"  | España  | 2018-2019 |
| Las Palmas Atlético   | España  | 2019-2020 |
| U. D. Las Palmas      | España  | 2020-2023 |
| U. D. Ibiza (cesión)  | España  | 2021-2022 |
| Toulouse F. C.        | Francia | 2022-     |
| S. D. Eibar (cesión)  | España  | 2025      |